# Fontaine-sous-Préaux
Fontaine-sous-Préaux település Franciaországban, Seine-Maritime megyében. Lakosainak száma 562 fő (2022. január 1.). Fontaine-sous-Préaux Quincampoix, Isneauville, Préaux, Roncherolles-sur-le-Vivier és Saint-Martin-du-Vivier községekkel határos.

## Népesség
A település népességének változása:
| Lakosok száma | 510  | 512  | 522  | 508  | 525  | 541  | 558  | 563  | 562  |
|               | 2013 | 2015 | 2016 | 2017 | 2018 | 2019 | 2020 | 2021 | 2022 |